# Taiheiki

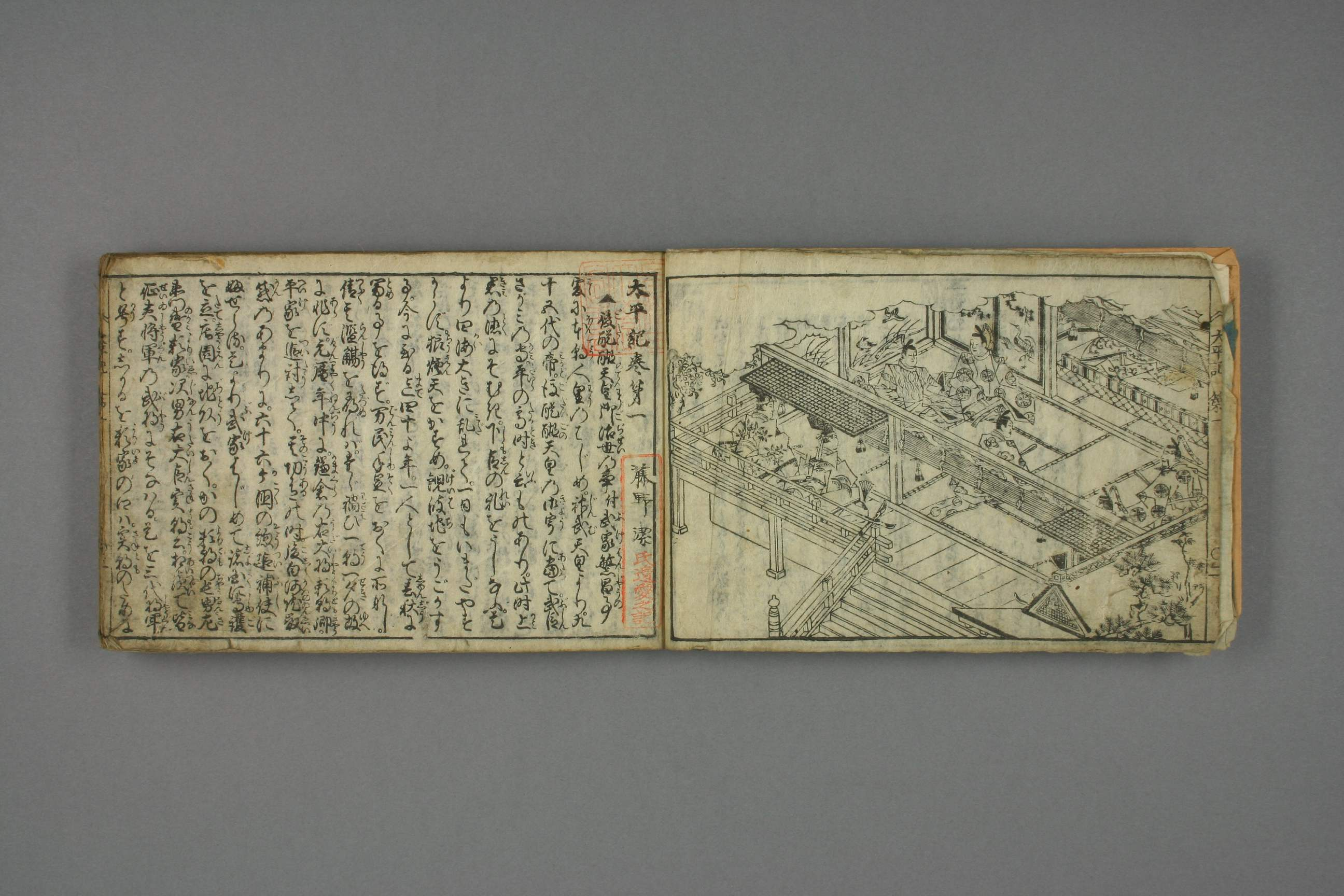
Một trang bản thảo của Taiheiki

Taiheiki (太平記 (Thái Bình Ký)) (nghĩa đen: Biên niên sử thái bình) là một sử thi lịch sử của Nhật Bản (xem thêm thể loại gunki monogatari) được viết vào cuối thế kỉ 14 và nội dung của nó bao trùm lên các sự kiện diễn ra trong khoảng thời gian từ năm 1319 đến năm 1367.  Giai đoạn lịch sử cốt lõi trong tác phẩm này là thời kỳ Nam - Bắc triều, thời kì giao chiến giữa phe Bắc triều thuộc về Ashikaga Takauji ở Kyoto, và phe Nam triều của Thiên hoàng Go-Daigo tại Yoshino.

## Nội dung
Bản dịch tiếng Anh mới nhất chứa 12 chương trong tổng số 40 chương sử thi, và thời gian trong tác phẩm được đánh dấu bởi lễ đăng cơ của Thiên hoàng Go-Daigo vào năm 1318 (khi ấy Takauji vẫn là một chư hầu cấp thấp trong gia tộc Hōjō thuộc Mạc phủ Kamakura ), tới khoảng thời gian Takauji mưu phản nhà Hōjō, Thiên hoàng Go-Daigo bị phế truất và bị Takauji đày ải vào năm 1333, cho đến khi Thiên hoàng trở về Kyoto năm 1338. Khác với những bậc tiên đế đi trước, Thiên hoàng Go-Daigo đã tìm cách thay thế quyền lực của các shōgun, và bắt đầu nắm thực quyền bên cạnh việc trị vì trên danh nghĩa. Đây cũng chính là nguyên do dẫn đến hàng loạt các cuộc nội chiếc xảy ra sau đó, cả trên phương diện chính trị lẫn quân sự, cộng với việc gia tộc Fujiwara vốn nắm quyền phụ chính cho Hoàng thất sau khi gia tộc Hōjō ngã ngựa cũng tìm cách duy trì sức ảnh hưởng.  Nói chung, hầu hết các trận đánh, những thủ đoạn chính trị, và những thứ khác được phát triển qua thời gian đều được diễn tả trong Taiheiki.

## Ý nghĩa lịch sử
Những trận đánh được thể hiện trong tác phẩm có giá trị lịch sử vô cùng lớn vì đã dẫn đến sự suy vong của phe Nam triều thuộc dòng dõi Hoàng gia Nhật, đây vẫn được coi là điều hợp pháp cho đến tận bây giờ. Mặc dù những thành viên thuộc phe Bắc triều bị nhận định là những kẻ ngụy Hoàng gia, song ta cũng không thể phủ nhận sự tồn tại của họ cũng chính là quy luật tất yếu của lịch sử.  Một trong những hậu duệ của dòng dõi Nam triều, Kumazawa Hiromichi, sau Đệ nhị thế chiến đã tự xưng mình là Thiên hoàng của Nhật Bản, gọi Thiên hoàng lúc bấy giờ là một kẻ giả mạo vì toàn bộ dòng dõi của Nhật hoàng Hirohito đều đến từ dòng dõi Hoàng gia Bắc triều. Tuy vậy, Kumazawa đã không bị bắt vì tội khi quân vì ông ta đã có trong tay quyển koseki mô tả chi tiết mối quan hệ huyết thống của mình với Thiên hoàng Go-Daigo ở Yoshino. Cuối cùng, Kumazawa chỉ có thể thu được sự đồng cảm từ phía dư luận mà không thể tạo ra bất kỳ sự thay đổi chính trị nào.

## Phân tích
Giống như hầu hết các tác phẩm sử thi khác của Nhật Bản, văn phong trong sử thi Taiheiki được nhận xét là mang khuynh hướng kịch tính và cường điệu, nhưng tính chính xác của nó lại được đánh giá cao. Nó là nguồn tư liệu tham khảo chính về các cuộc chiến thời bấy giờ, cũng như ghi lại các yếu tố dẫn đến sự sụp đổ của một gia tộc hùng mạnh và có tầm quan trọng trong lịch sử như gia tộc Hōjō.

## Ảnh hưởng đến văn hóa
Một câu nói của võ sĩ Kusunoki Masashige trong Taiheiki  (về việc "ngài ấy ước rằng mình có thể tái sinh bảy lần để chiến đấu cho Thiên hoàng một cách tốt hơn") đã trở nên nổi tiếng trong giới dân tộc chủ nghĩa Nhật Bản vào thế kỷ 19 và 20 và những truyền thuyết về vị võ sĩ ấy đã trở thành một hình mẫu lý tưởng để họ noi theo. 
Tác phẩm Taiheiki đã được chuyển thể thành phim taiga vào năm 1991 do NHK  sản xuất. Bộ phim được chú ý nhờ miêu tả Ashikaga Takauji như một tác nhân góp phần cải cách và chống lại suy đồi trong gia tộc Hōjō, chứ không phải là một kẻ phản quốc như các nhà sử học Nhật Bản thường nhìn nhận.